# 广济寺 (北京市)
39°55′27″N 116°22′21″E / 39.9242468°N 116.3724478°E
广济寺位于北京城内西城区阜成门内大街25号，为古代皇家寺院，是中国佛教协会所在地和直属寺院。广济寺是北京著名的"内八刹"之一、北京市文物保护单位、汉族地区全国重点寺院、全国重点文物保护单位。
广济寺初名西刘村寺，明天顺初年重建，明宪宗成化二年（1466年）命名"弘慈广济寺"。1931年寺院失火焚毁，1935年重建。
广济寺现任方丈是演觉法师。

## 历史沿革
始建于金代，初名西刘村寺；元代改称报恩洪济寺，后毁于兵燹。
明天顺初元年（1457年），山西僧人普慧、圆洪等法师于废址上重建寺庙，仅用了两年时间就营造了一座庄严佛刹。明宪宗于成化二年(1466年)，下诏命名为“弘慈广济寺”。万历十二年（1584年）、康熙三十三年（1694年）都有不同程度的扩建。清康熙三十八年（1699年）整修，增建御制碑文匾额和御临米芾的“观音?”，并增塑了释迦牟尼等鎏金佛像。
民国年间，广济寺两遭火灾，又两次重建。1921年毁于火，1924年重建，1934年1月又发生严重火灾，正殿和后殿烧毁，明代经典和国外进贡白檀释迦牟尼立像俱焚，次年重修。
中华人民共和国成立后，1953年，中国佛教协会在北京成立，会址便设在北京广济寺。
1983年，被国务院确定为汉族地区佛教全国重点寺院。
1984年，被公布为北京市文物保护单位。
2006年5月25日， 广济寺作为清代古建筑，被国务院批准为第六批全国重点文物保护单位。

## 主要建筑及收藏
广济寺座北朝南，总占地面积35亩。现存建筑保持明代格局，分三路，中路依次为山门、钟鼓楼、天王殿、大雄宝殿、圆通殿和多宝殿(舍利阁)，西路有持梵律殿、戒台、净业堂和云水堂，东路有法器库、延寿堂等。寺内珍藏许多珍贵文物，如明代三世佛及十八罗汉造像，康熙时建的汉白玉戒台，乾隆年间的青铜宝鼎等。
在中轴线上从山门至后殿共四进大殿，包括山门、天王殿、大雄殿、圆通殿（观音殿）、藏经阁（舍利阁）等，此外还有西路院，其中有三层汉白玉戒坛。广济寺的山门有3座，每座门之间有墙相连，中为黄琉璃瓦歇山顶、石券拱门，门上有匾额，书写着“勅建弘慈广济寺”。

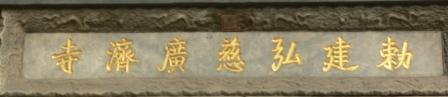
匾额“勅建弘慈广济寺”

东西旁门为绿琉璃瓦黄剪边歇山顶石券拱门，东门额书“毗庐性海”，西门额书“华藏玄门”，两侧有八字墙。
山门内为第一进院，左右是钟鼓二楼。正面为天王殿，面阔3间，灰筒瓦歇山顶，石券门，内供铜铸弥勒佛坐像，四大天王左右排列，背后是韦驮像。
天王殿东侧有门进入第二进院，院中有大雄殿，面阔5间，黄琉璃瓦筒瓦单檐歇山顶，殿前有一尊乾隆五十八年(1793年)铸造的铜宝鼎，高约两米，鼎身铸有佛教八宝(轮、螺、伞、盖、花、瓶、鱼、结)等花纹，造型古朴大方，工艺精湛，是珍贵的艺术珍品。殿内共供有“三世佛”像和铜质十八罗汉像。佛像背后有清乾隆年间画家溥雯的指画“胜果妙音图”，高5米，宽10米，描画释加牟尼灵山说法的故事。
第三进院落种坐落着圆通殿，大殿面阔5间，供奉观世音菩萨。
第四进院是二层的后罩楼，上为舍利阁，绿琉璃瓦顶，下为多宝殿，黄琉璃瓦檐，陈列国际佛教友人所赠珍品，琳琅满目，美不胜收。舍利阁曾于1955年-1964年供奉灵光寺“佛牙舍利”，现为藏经阁，珍藏佛教经书10万余册，并藏有房山云居寺石经拓片。藏经阁内还有1721年—1753年甘肃临潭县卓尼寺雕版印刷的一部藏文《大藏经》，共231包，是佛教典藏中的珍贵文本。尤其是宋、明血写佛经更为珍贵。 
西院有持律殿、净业堂和云水堂。寺庙的西北隅是戒坛殿和汉白玉砌成的戒坛，建于清康熙三十七年（1698年）至今保存完好，这是广济寺保存的最古建筑物，今称“三学堂”。寺中旧有古树一棵，树旁立石碑上刻乾隆帝御制《铁树歌》。

## 图片

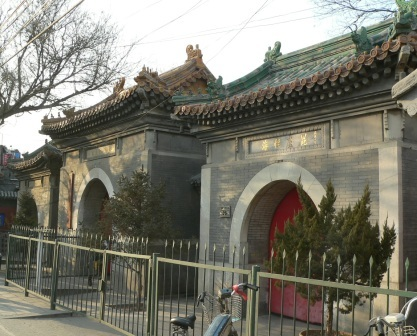
三座山门
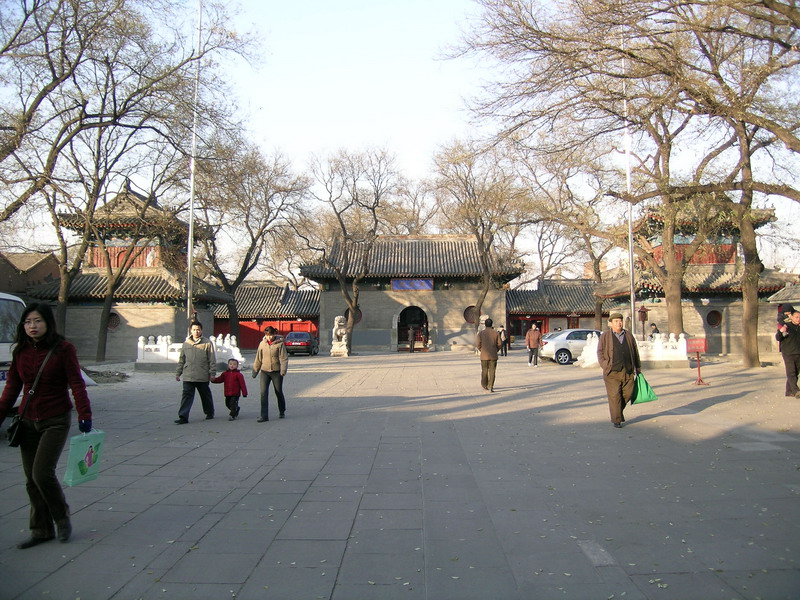
广济寺前院
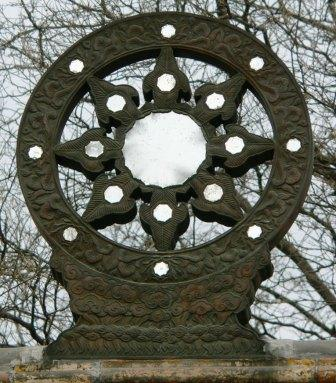
天王殿上的法轮
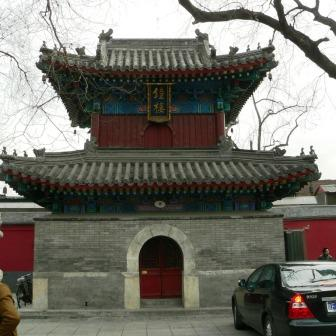
钟楼
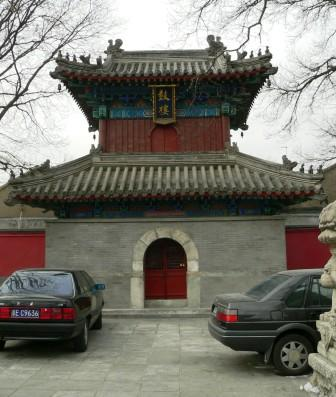
鼓楼
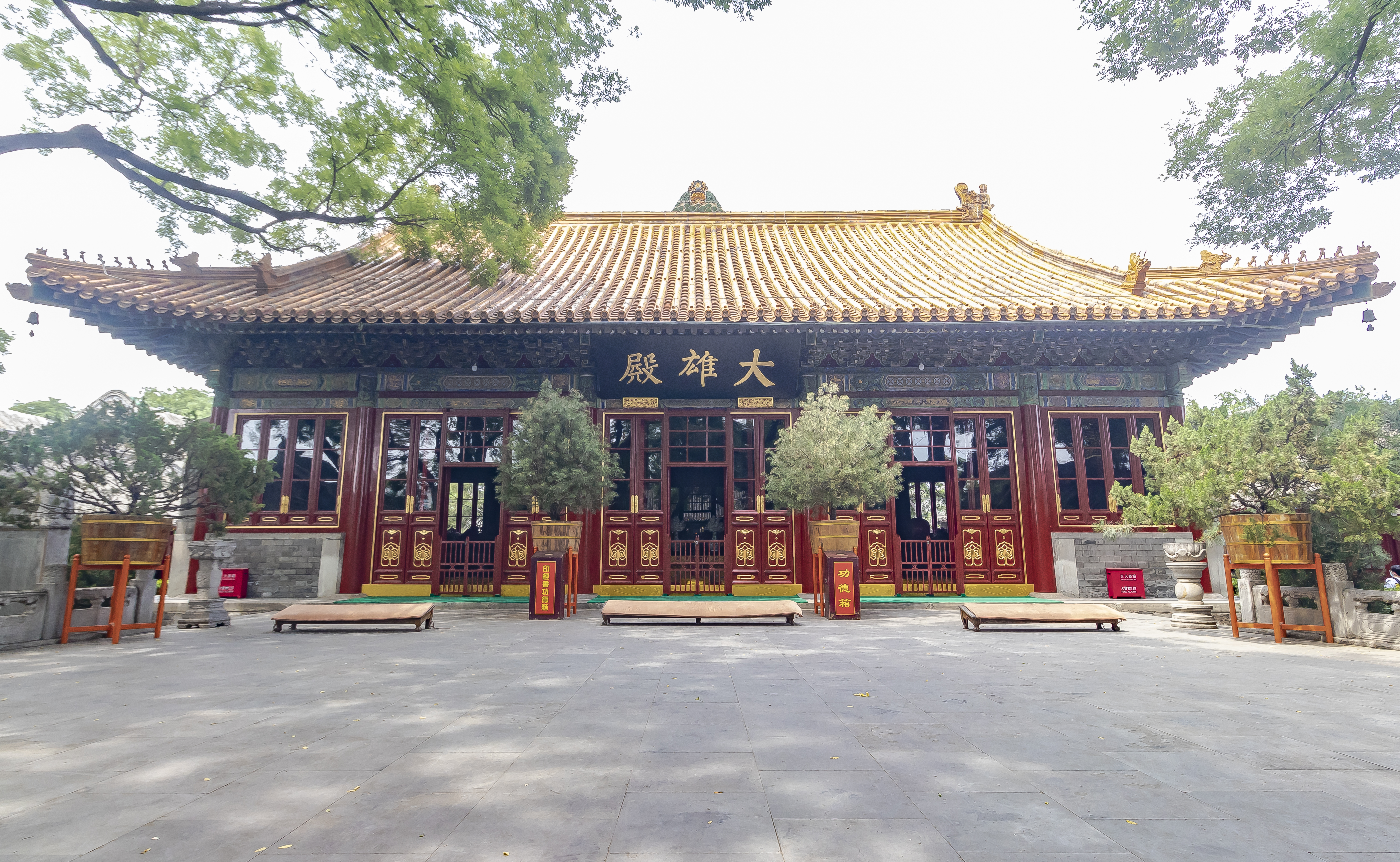
大雄殿